# Piesek przydrożny
Piesek przydrożny – zróżnicowany gatunkowo zbiór drobnych tekstów Czesława Miłosza powstałych głównie w latach 1994-1997, wydany w 1997 r. 
Tom zawiera: wiersze liryczne, prozę poetycką, aforyzmy, medytacje, komentarze, wspomnienia, krótkie traktaty i obrazki. Wyodrębniony został dział „Tematy do odstąpienia”, które wcześniej ukazywały się cyklicznie na łamach „Tygodnika Powszechnego”. „Jestem za stary i nie będę mógł ich sam wykorzystać” – napisał Miłosz we wstępie. 
W zbiorze znalazło się kilkanaście niepublikowanych wcześniej wierszy poety: Nie mój, Też lubiłem, Dzień stworzenia, Blisko, Biegają, Niemożliwe, Pelikany (Costa Rica), Kula (Costa Rica), Nazwa, Sny, Brie, Roztropność, Osobny zeszyt – kartki odnalezione, Zaćmienia, Helenka, Religia Helenki, Yokimura, Drzewo.
Książka zdobyła Nagrodę Literacką „Nike” w 1998 r.

## Wydania polskie
- Kraków: Znak, 1997, 1998, 1999.
- Kraków: Społeczny Instytut Wydawniczy Znak, 2011.

## Przekłady na języki obce
- Road-side dog, New York: Farrar, Straus and Giroux, 1998, 2000
- Hündchen am Wegesrand, München, Wien: Hanser, 2000
- Pakelės šunytis, Vilnius: Strofa, 2000
- Pejsek u cesty, Praha: Mladá fronta, 2000
- Psicek ob cesti, Maribor: Obzorja, 2000
- Usputni psić, Zagreb: Nakladni Zavod Matice Hrvatske, 2000
- Pridorožnij pesik, L'vìv: Lìtopis, 2001
- Il cagnolino lungo la strada, Milano: Adelphi Edizioni, 2002
- Krajptno kučence, Sofiâ: Fakel ekspres, 2002
- Pridorožnaja sobočonka, Moskva: Izdatelstvo „Nezavisimaja Gazeta”, 2002
- Le chien mandaryn, Paris: Mille et une nuits, 2004
- Pas krajputaš, Beograd: Paideia 2004
- Krajptno kučence, Sofiâ: Izdatelstvo "Balkani", 2011
- Teeäärne koerake, Tartu: Hendrik Lindepuu Kirjastus, 2011
- En hund ved vejen, København: Rod&Co, 2012

## Wybrane recenzje
- Bartkowicz Monika, Poeta przydrożny,  „Życie” 1997, nr 215, s. 10.
- Biała Alina,  „Piesek przydrożny” z Darwinem w tle, „Kwartalnik Polonistyczny” 2008, nr 1, s. 19-31.
- Biedrzycki Krzysztof, Piesek, „Znak” 1998, nr 12, s. 121-126.
- Bielas Katarzyna, Nowy gatunek literacki? „Gazeta Wyborcza” 1997, nr 215, s. 13.
- Bolewski Jacek, Sztuka u Boga (Czy Miłoszowi starczyło "uważności" w jego refleksji teologicznej?), „Tygodnik Powszechny” 1998, nr 8, s. 8.
- Borkowska Grażyna, W nieczystych wodach poezji, „Sycyna” 1997, nr 22, s. 16.
- Brudnicki Jan Z., Widoki z Olimpu, „Magazyn Literacki” 1998, nr 4, s. 6-7.
- Czachowska Agnieszka, Pomiędzy introspekcją a świadectwem, „PAL Przegląd Artystyczno-Literacki” 1998, nr 3, s. 129-131.
- Dzień Mirosław, Czesław Miłosz: "piesek" prawie teologiczny. Zamyślenia millenarystyczne, „Kwartalnik Artystyczny” 1997, nr 5, s. 223-233.
- E.S., Miłosza "Piesek przydrożny", „Przegląd Polski (Polish Review)” 1997, nr z 4 IX, s. 3.
- Fiut Aleksander, Aksamitne pasmo języka, „Rzeczpospolita” 1988, nr 232, s. 15.
- Górnicka-Boratyńska Aneta, Czułość i starość, „Res Publica Nowa” 1997, nr 12, s. 57-58.
- Gromek Joanna, Piesek, jak żaden inny, „Przegląd Polski (Polish Review)” 1998, nr z 13 XI, s. 6.
- Janowski Sławomir, Poezja znaczy przywrócenie. Kilka uwag na marginesie lektury "Pieska przydrożnego" Czesława Miłosza, „Strony” 1998, nr 1-2, s. 46-49.
- Jastrun Tomasz, Ciemna słodycz kobiecego ciała, „Twój Styl” 1998, nr 4, s. 155-156.
- Jastrun Tomasz, Piesek kryształowy (Nike dla Miłosza: nic nowego, wszystko nowe),   „Polityka” 1998, nr 42, s. 66, 68.
- Kaliszewski Wojciech, Smutek wolności pieska przydrożnego, „Więź” 1998, nr 11, s. 200-204.
- Kłos Maciej, Obszczekiwanie, „Portret” 1998, nr 7, s. 79-80.
- Korkozowicz Jerzy, Krajobraz myśli, „Głos Nauczycielski” 1998, nr 47, s. 8.
- Kudyba Wojciech, Stary poeta nad strumieniem czasu, „Notes Biblioteczny” 2000, nr 1, s. 79-80.
- Legeżyńska Anna, Luksusowa szuflada, „Polonistyka” 1998, nr 1, s. 55-57.
- Masłoń Krzysztof, Śmieszność i czułość, „Rzeczpospolita” 1998, nr 234, s. 26.
- Matuszewski Ryszard, Piesek o głębszym znaczeniu, „Nowe Książki” 1997, nr 12, s. 12-14.
- Nawrocka Ewa, Choroba pamięci, „Tytuł” 1999, nr 2/3, s. 174-178.
- O "Piesku przydrożnym" Czesława Miłosza, „Zeszyty Literackie” 1998, z. 62, s. 93-103.
- Olszer Krystyna S., Miłoszowski gąszcz, „Przegląd Polski (Polish Review)” 1997, nr 11 XII, s. 12.
- Sawicka Elżbieta, Zwykły piesek przydrożny (Nowa książka Czesława Miłosza) ,   „Rzeczpospolita” 1997, nr 207, s. 24.
- Sikora Władysław, Jak unieść pamięć, „Głos Ludu” 1998, nr 54, s. 3.
- Siwiec Marek Kazimierz, ”Piesek przydrożny” a zło, „Kwartalnik Artystyczny” 1998, nr 4, s. 237-240.
- Stala Marian, W drodze do paru znaków doskonale czystych, „Tygodnik Powszechny” 1997, nr 38, s. 13.
- Stasiak Aleksandra, Miłosz przewrotny, „Życie” 1997, nr 215, s. 11.
- Szewczyk-Haake Katarzyna, Niewesoła metafizyka, „Polonistyka" 2008, nr 7, s.13-17.
- Tischner Łukasz, Ćwiczenia uwagi, „ Znak” 1998, nr 12, s. 126-131.
- Tomasik Tomasz, Miłosz czyli opisanie świata, „Topos” 1998, nr 5/6, s. 75-79.
- Werner Andrzej, Mnie już nie dopadną, „Gazeta Wyborcza” 1998, nr 126, s. 24.
- Zawada Andrzej, Droga, biografia, teologia, „Odra” 1998, nr 3, s. 116-117.
- Zaworska Helena, Metafizyka i czułość, „Wprost” 1998, nr 41, s. 116.
- Zaworska Helena, Piesek przydrożny, „Gazeta Wyborcza” 1997, nr 213, s. 17.
- Żuliński Leszek, Lapidaria Miłosza, „Wiadomości Kulturalne” 1997, nr 47, s. 20.